# تشارلز ر. هوزر
تشارلز ر. هوزر (بالإنجليزية: Charles R. Hauser)‏ هو أستاذ جامعي وكيميائي أمريكي، ولد في 8 مارس 1900 في سان خوسيه في الولايات المتحدة، وتوفي في 6 يناير 1970.